# Rebel·lió de Satsuma

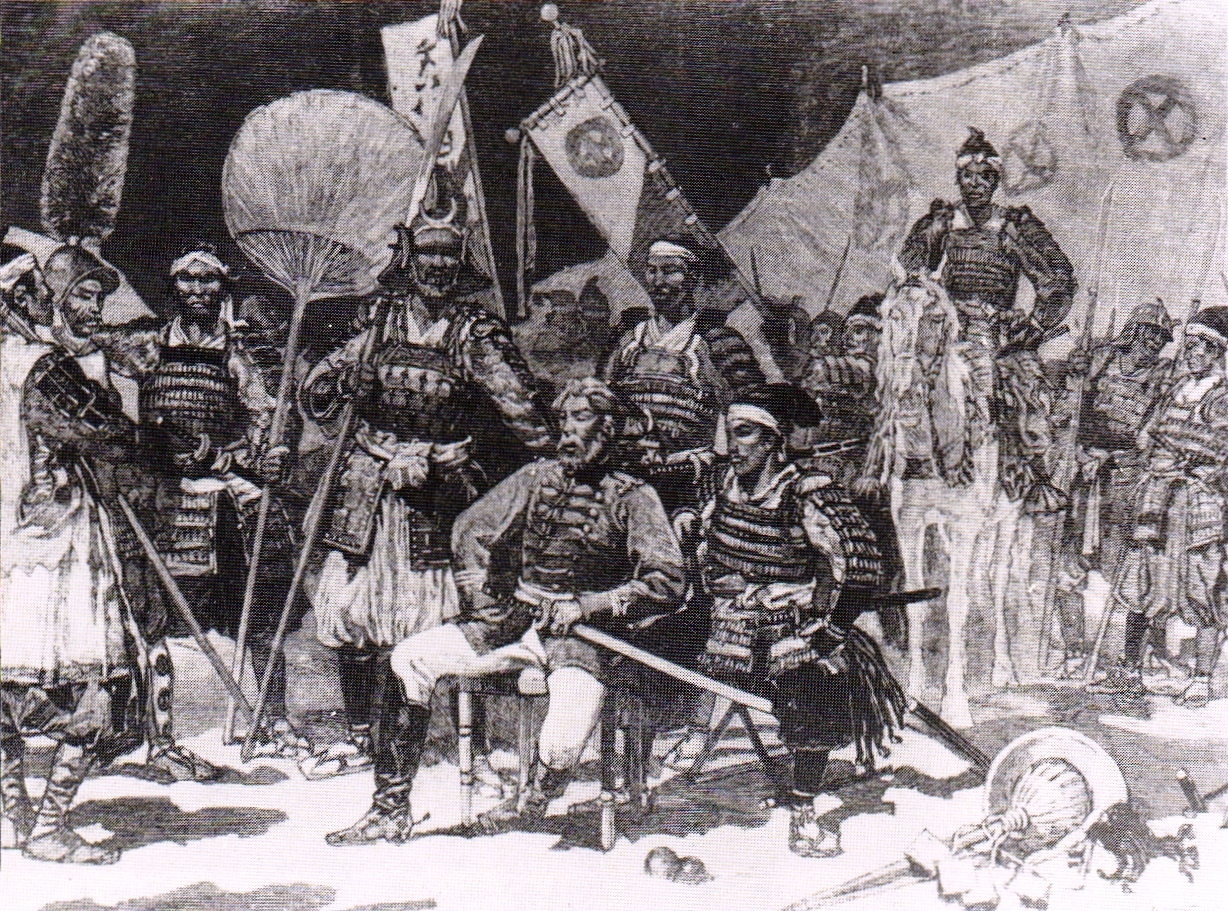
Saigō Takamori envoltat pels seus oficials.
Notícia a Le Monde Illustré del 1877.

La Rebel·lió de Satsuma (西南戦争, Seinan Sensō), també coneguda com la Guerra del sud-oest fou una revolta dels antics samurais de Satsuma, dirigits per Saigō Takamori contra el govern de l'emperador Meiji i que va durar del 29 de gener al 24 de setembre del 1877, amb la derrota dels darrers centenars de samurais contra l'exèrcit imperial de 300.000 homes a la batalla de Shiroyama, havent estat la darrera i més seriosa amenaça que va tenir el nou govern.